# Niculoso Pisano

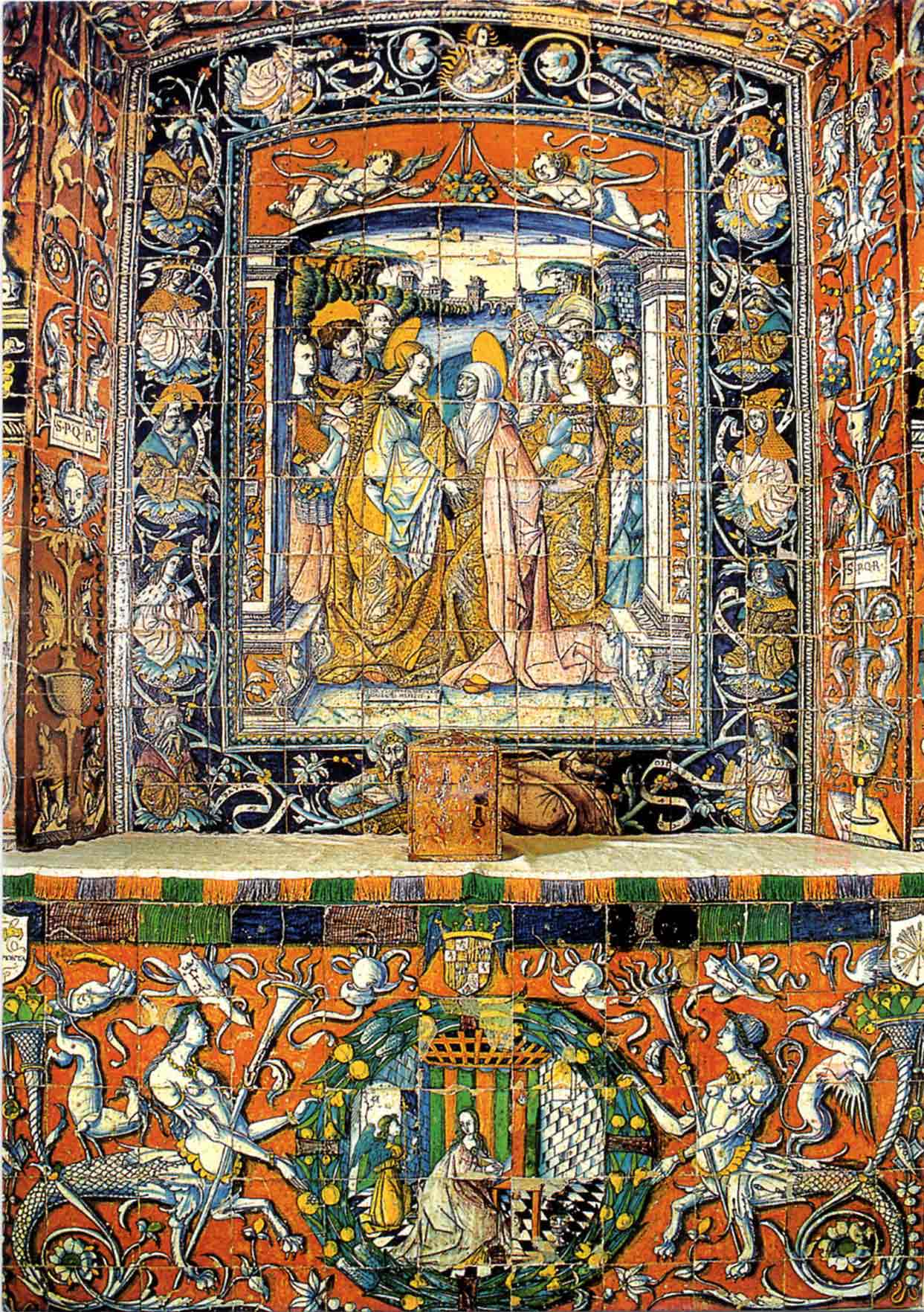
Retablo-altar del Alcázar de Sevilla pintado por Niculoso en 1504.

Francesco Niculoso, conocido como Francisco Niculoso Pisano (Pisa, siglo XV - Sevilla, 1529), fue un ceramista y azulejero italiano que se asentó en España a finales del siglo XV.

## Biografía
En el siglo XV Pisa pasó a depender de Florencia y del gobierno de los Médicis, iniciándose un periodo de decadencia para Pisa. Niculoso debió de recibir su formación artística en talleres de Faenza, Cafaggiolo o Casteldurante. Debió aprender la técnica de la mayólica, al relacionarse con otros artistas y realizar sus primeras obras.
Debió trasladarse a Sevilla en la década de 1490. En 1498 consta que vivía en una casa del barrio de Triana con Leonor Ruiz. En Sevilla había talleres de alfarería en los barrios de Triana, San Pedro, San Vicente y los Humeros, San Marcos y San Gil. Muchos ceramistas trianeros vendían sus productos en un mercadillo situado detrás de la iglesia del Salvador, la Alcaicería de la Loza.
En 1508 Niculoso y su segunda esposa, Elena Villar, se comprometieron a pagar 1000 maravedís y 4 gallinas al Hospital de los Santos Justo y Pastor por el alquiler de unas casas en Triana. El 8 de septiembre de 1508 se bautizó su primer hijo, Juan Bautista. Los padrinos del bautizo fueron los canónigos de la catedral Alfaro y Solís y las madrinas Isabel Salvago (esposa de Alonso de Guzmán) y Violante Gudynis, sobrina de la marquesa de Portogal. Esto indica que Niculoso tenía amistades en la alta sociedad local. En 1511 tuvo su segundo hijo, Francisco, que fue también apadrinado en su bautizo por miembros de la alta sociedad sevillana, figurando "don Alonso, alguacil mayor, Cristóbal de Almansa jurado, su mujer Catalina Guillén y el señor don Álvaro".
A comienzos del siglo XVI Niculoso y un colaborador suyo llamado Diego Rodríguez de San Román tenían unas casas en unos corrales donde había ollerías. Diego Rodríguez era ollero. En 1506 Niculoso y Diego fueron llevados a juicio civil por deber 1.380 maravedíes, deuda que pagaron sin que fuera preciso el embargo de dichas casas. En 1510 Niculoso tuvo un juicio con el ollero Alfón García del Prior por el alquiler de unos inmuebles de Triana con ollerías. En 1513 testificaron para este mismo proceso Diego Rodríguez de San Román y Pedro Martínez de Chaves.
Se desconocen quienes fueron sus discípulos. El 17 de marzo de 1518 tomó como aprendiz a un negro llamado Bartolomé de Maya, criado de Beatriz González, que estuvo en el taller hasta 1524. Aunque es posible que el primogénito de Niculoso, Juan, heredase el taller en 1529, no hay constancia alguna de que se continuase trabajando con el estilo de Niculoso. La siguiente referencia a este estilo tiene lugar en 1561, cuando el flamenco Francisco Andrea se comprometió a enseñar la técnica del "azulejo pisano" a Roque Hernández.
En 1529 la viuda de Niculoso, Elena Villar, se comprometió a seguir pagando el alquiler de las casas de Triana al Hospital de los Santos Justo y Pastor.

## Obra
Realizó las siguientes obras:
- 1503. Lauda sepulcral de Íñigo López. Iglesia de Santa Ana, Triana. Sevilla.
- 1504. Santa Paula. Sobre una puerta del convento de Santa Paula. Sevilla. Desaparecida en 1868.

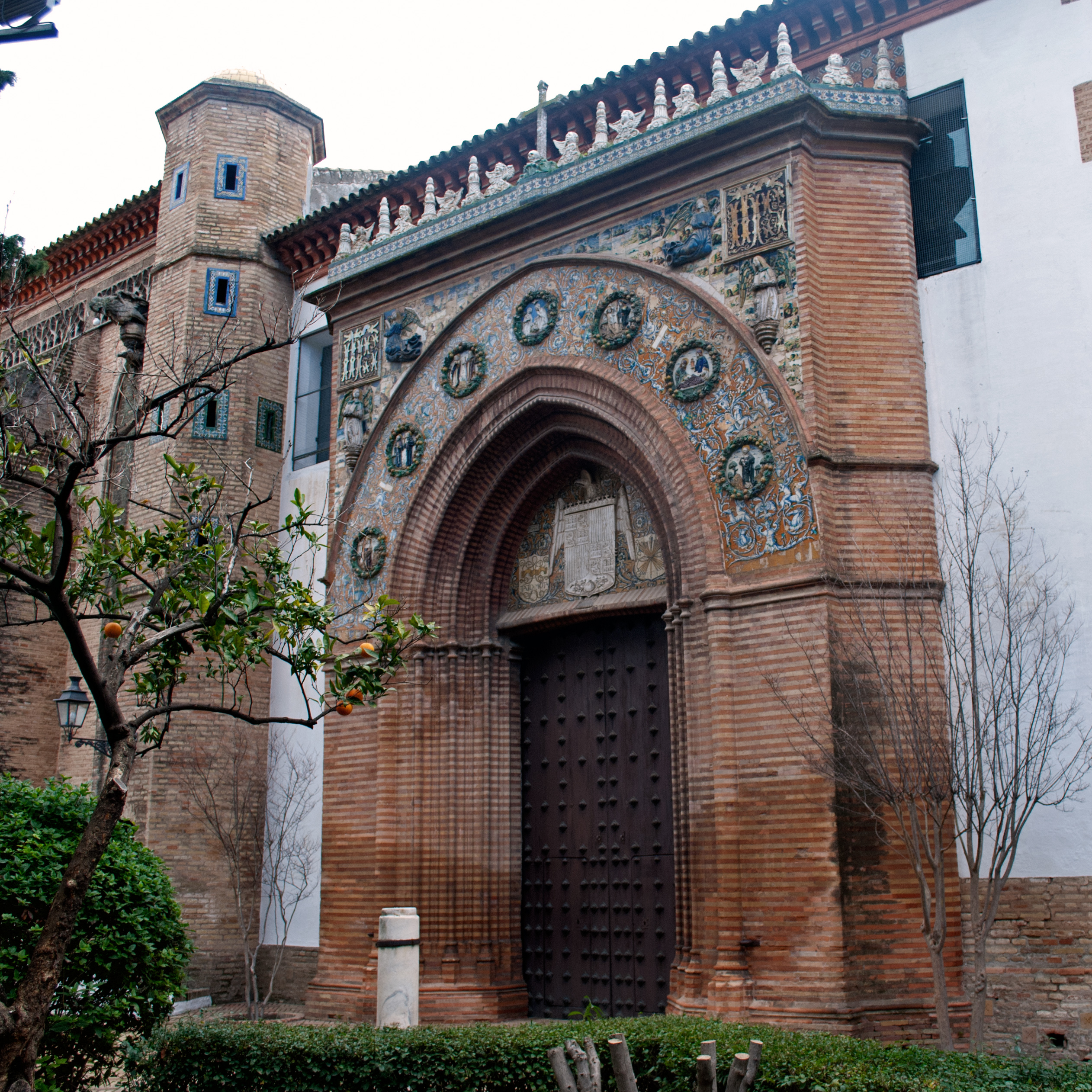
Portada de la iglesia de Santa Paula. Sevilla.

- 1504. Portada de la iglesia del monasterio de Santa Paula. Realizada junto con Pedro Millán, quien realizó los tondos de Santa Elena, San Antonio de Padua y San Buenaventura, San Pedro con San Pablo, San Sebastián con San Roque, San Cosme, San Damián y Santa Rosa de Vitervo. El tondo de la Natividad se atribuye a Andrea della Robbia. Sevilla.
- 1504.  Visitación de la Virgen. Oratorio de los reyes católicos en las dependencias de la planta alta del palacio de Pedro I, en el Alcázar de Sevilla. Para el Alcázar realizó también otras tres escenas de la vida de la Virgen y de los santos Juan Evangelista y Juan Bautista. Es posible que unos azulejos conservados en el número 3 del patio de Banderas y en el Museo de Artes y Costumbres Populares sean restos de esos retablos cerámicos desaparecidos.
- 1508. Azulejos para la silla del arzobispo. Catedral de Sevilla. Desaparecidos.
- 1511. Azulejos del cimborrio. Catedral de Sevilla. Desaparecidos en 1511.
- 1511. Azulejos del palacio de los Condes de Real. Museo Nacional de la Cerámica. Valencia.
- 1518. Retablo de la iglesia del monasterio de Santa María de Tentudía. Calera de León.[9] Muestra: a la izquierda a Pelay Pérez Correa, el Nacimiento de María y la Anunciación; en el centro, bordeando una hornacina, el Árbol de Jesé; a la derecha el vicario Juan Riero, la Coronación de la Virgen y la Presentación del Niño en el Templo; en la parte alta el Calvario.
- 1518. Azulejos del convento de San Pablo. Sevilla. Eran de los conocidos como de cuenca y representaban lacerías mudéjares y motivos renacentistas. Desaparecidos.
- 1526. Azulejos de la iglesia de las Flores de Ávila. La mayor parte se han retirado de este emplazamiento. Los que quedan son parte de un programa necrológico con alusiones a la muerte y al pecado.
- Sin fecha. La Visitación. Rijksmuseum de Ámsterdam. Formó parte de la colección del rey de Portugal, pasando luego a la princesa Antonia de Braganza.
- Sin fecha. Atribución no segura. La Anunciación. Museo Regional. Évora. Estuvo en el convento de Sâo Benito de Castris hasta 1881.

### Obras de su taller
Son obras de su taller:

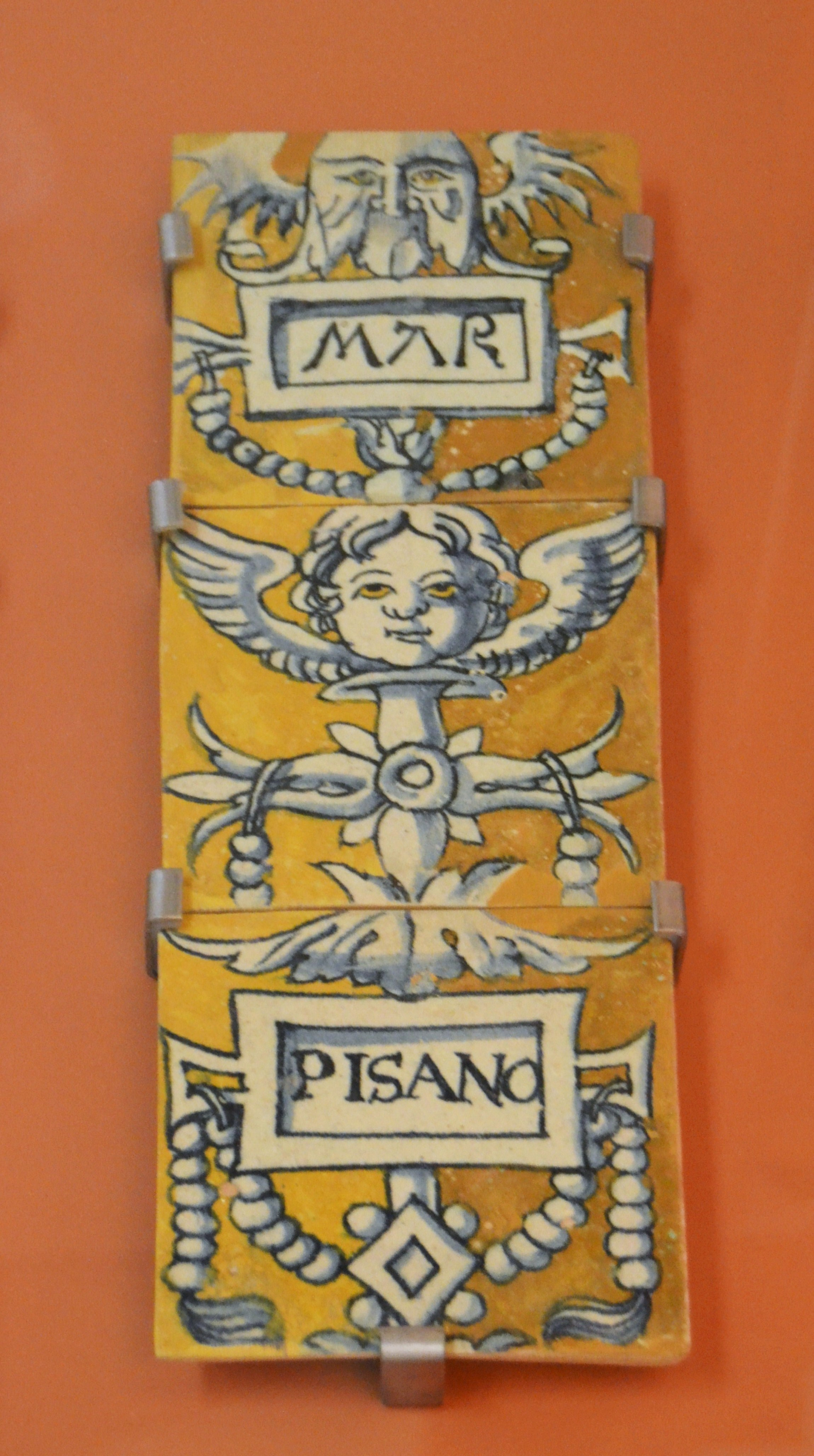
Azulejo del taller. Museo de Cerámica de Valencia

- Azulejos del monasterio de Santa María de las Cuevas. Sevilla. Se conservan in situ dos: San Matías y San Juan Evangelista. Santo Tomás se conserva en Gemeentemuseum de La Haya. Santiago el Mayor se conserva en el Instituto Valencia de Don Juan de Madrid. San Mateo se conserva en una colección particular en Sevilla.
- Tetramorfos. Museo de Bellas Artes de Sevilla. Proceden de un convento desamortizado.
- Azulejos con el Padre Eterno. Museo de Bellas Artes de Sevilla. Algunas piezas se han sustituido en fecha más reciente y son de origen desconocido.
- Azulejos con una jarra de azucenas. Museo de Bellas Artes de Sevilla. Debieron formar parte de un mural de azulejos de la Anunciación.
- Azulejo con busto de dama. Museo de Bellas Artes de Sevilla.